# Campionat del Món de motocròs 1969
La temporada de 1969 del Campionat del Món de motocròs fou la 13a edició d'aquest campionat, organitzat per la FIM. El calendari oficial constava de 12 Grans Premis, celebrats entre el 21 d'abril i el 31 d'agost.

## Sistema de puntuació
Barem de puntuació de 1952 a 1969:
| Posició | 1 | 2 | 3 | 4 | 5 | 6 |
| Punts   | 8 | 6 | 4 | 3 | 2 | 1 |

| Resultats que computen                         |
| 1/2 + 1 dels GP (cal acabar-hi les 2 mànegues) |

## 500 cc

### Classificació final
| Posició | Pilot               | Motocicleta | Punts |
| ------- | ------------------- | ----------- | ----- |
| 1       | Bengt Åberg         | Husqvarna   |       |
| 2       | John Banks          | BSA         | 72    |
| 3       | Paul Friedrichs     | ČZ          | ?     |
| 4       | Arne Kring          | Husqvarna   | ?     |
| 5       | Roger De Coster     | ČZ          | ?     |
| 6       | Dave Nicoll         | BSA         | ?     |
| 7       | Jef Teuwissen       | Husqvarna   | ?     |
| 8       | Keith Hickman       | BSA         | ?     |
| 9       | Christer Hammargren | Husqvarna   | ?     |
| 10      | Jaroslav Homola     | Jawa        | 31    |

1. ↑  D'altres fonts documenten els llocs setè a desè en aquest ordre: Hickman (38 punts), Hammargren (35), Homola (31) i Teuwissen (31).

## 250 cc

### Classificació final
| Posició | Pilot              | Motocicleta | Punts            |
| ------- | ------------------ | ----------- | ---------------- |
| 1       | Joël Robert        | ČZ          | 102 net/102 brut |
| 2       | Sylvain Geboers    | ČZ          | 96 net/122 brut  |
| 3       | Olle Pettersson    | Suzuki      | 71 net/71 brut   |
| 4       | Jiri Stodulka      | ČZ          | 44 net/46 brut   |
| 5       | Karel Konecny      | ČZ          | 38               |
| 6       | Torsten Hallman    | Husqvarna   | 32               |
| 7       | Marcel Wiertz      | Bultaco     | 31               |
| 8       | Zdenek Strnad      | ČZ          | 31               |
| 9       | Vladímir Kàvinov   | ČZ          | 27               |
| 10      | Guennadi Moisséiev | ČZ          | 27               |

## Resum: Podi final 1969
|           | 500 cc          | 500 cc    | 250 cc          | 250 cc |
| Campió    | Bengt Åberg     | Husqvarna | Joël Robert     | ČZ     |
| Subcampió | John Banks      | BSA       | Sylvain Geboers | ČZ     |
| Tercer    | Paul Friedrichs | ČZ        | Olle Pettersson | Suzuki |